# ديون غلوفر
ديون غلوفر (بالإنجليزية: Dion Glover) مواليد 22 أكتوبر 1978 في ماريتا، هو لاعب كرة سلة أمريكي معتزل أصبح مدرباً مساعدا. بدأ مسيرته الاحترافية في سنة 1999. تم اختياره من قبل فريق أتلانتا هوكس خلال الدرافت. يدرب في دوري الرابطة الوطنية لفئة التطوير. حقق المركز الأول في ألعاب النوايا الحسنة 1998. اعتزل اللعب في 2005.

## المسيرة الاحترافية
لعب مع أتلانتا هوكس من سنة 1999 إلى 2004، ثم لعب مع تورونتو رابتورز في سنة 2004، ثم لعب مع سان أنطونيو سبرز في سنة 2005.

## الميداليات
| الميدالية | المسابقة                  |
| --------- | ------------------------- |
| ذهبية     | ألعاب النوايا الحسنة 1998 |

## روابط خارجية
- ديون غلوفر على موقع إن بي أي (الإنجليزية)
- ديون غلوفر على موقع سبورتس رفرنس (الإنجليزية)
- ديون غلوفر على موقع كرة السلة الأوروبية.كوم (الإنجليزية)
- ديون غلوفر على موقع كلية كرة السلة في سبورتس رفرنس.كوم (الإنجليزية)
- ديون غلوفر على موقع ريلجم (الإنجليزية)
- ديون غلوفر على موقع بروبوليرز (الإنجليزية)